# Andrew Davies
Andrew Davies (Caldicot, 17 de julio de 1967) es un deportista británico que compitió en halterofilia. Ganó una medalla de plata en el Campeonato Mundial de Halterofilia de 1989 y una medalla de plata en el Campeonato Europeo de Halterofilia de 1989, ambas en la categoría de 110 kg.

## Palmarés internacional
| Campeonato Mundial | Campeonato Mundial | Campeonato Mundial | Campeonato Mundial |
| Año                | Lugar              | Medalla            | Categoría          |
| ------------------ | ------------------ | ------------------ | ------------------ |
| 1989               | Atenas (Grecia)    | Medalla de plata   | 110 kg             |
| Campeonato Europeo |                    |                    |                    |
| Año                | Lugar              | Medalla            | Categoría          |
| 1989               | Atenas (Grecia)    | Medalla de plata   | 110 kg             |